# Cantavieja
Cantavieja ist eine Gemeinde in der Provinz Teruel in der Autonomen Region Aragón in Spanien. Sie liegt in der Comarca Maestrazgo und hatte 2024 719 Einwohner. Neben dem Hauptort Cantavieja besteht die Gemeinde aus den Ortschaften Casas de San Juan, Solana, Umbría und Vega.

## Lage
Cantavieja liegt etwa 55 Kilometer (Luftlinie) in ostnordöstlicher Richtung von der Provinzhauptstadt Teruel und etwa 120 Kilometer (Luftlinie) südsüdöstlich von Saragossa in einer Höhe von ca. 1200 m.

## Bevölkerungsentwicklung
| Jahr      | 1970 | 1981 | 1991 | 2001 | 2011 | 2021 |
| Einwohner | 1060 | 877  | 750  | 759  | 740  | 734  |

Die Mechanisierung der Landwirtschaft sowie die Aufgabe bäuerlicher Kleinbetriebe und der daraus resultierende Verlust an Arbeitsplätzen haben seit der Mitte des 20. Jahrhunderts zu einer Landflucht geführt.

## Sehenswürdigkeiten

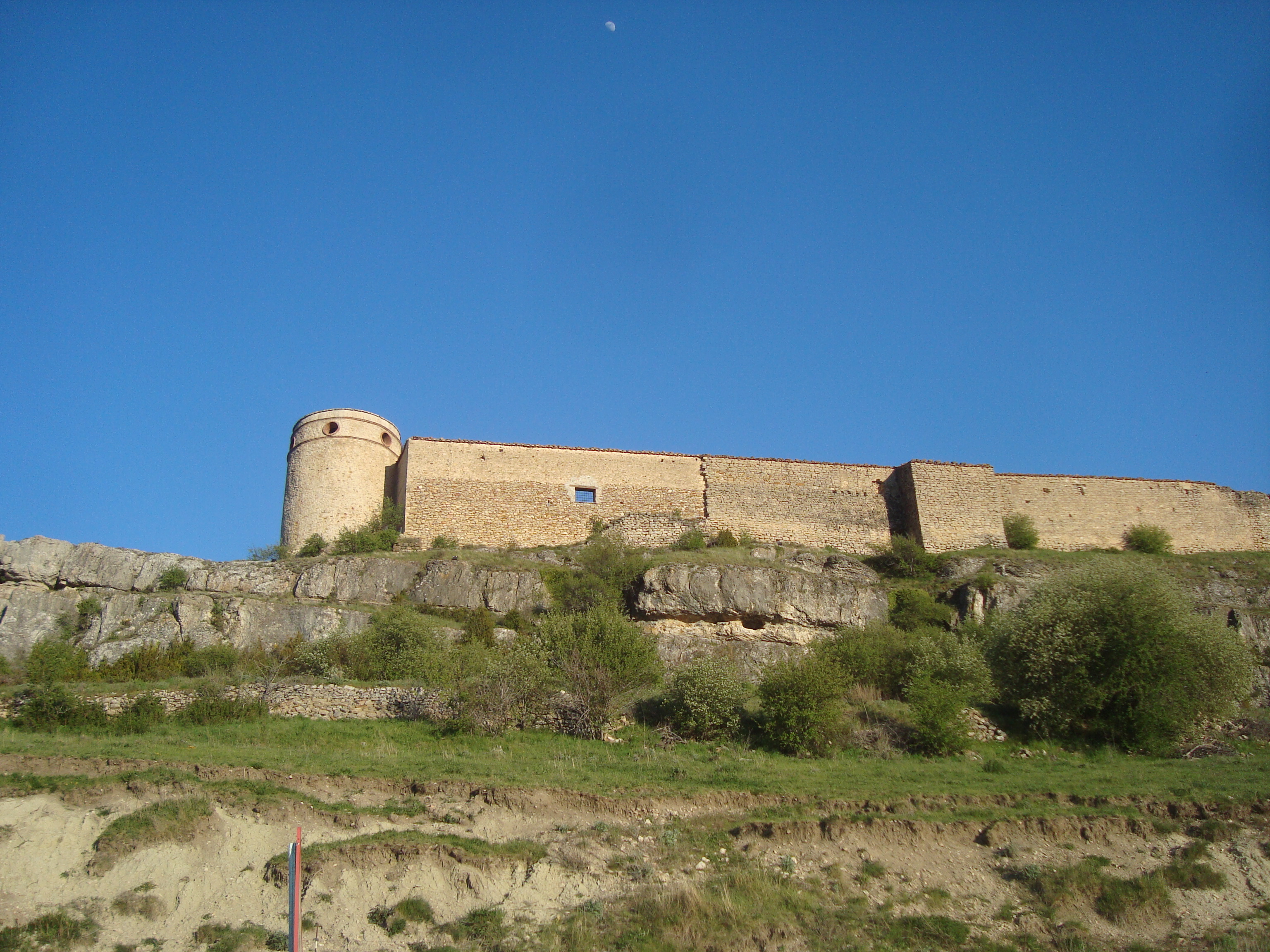
Reste der Burganlage
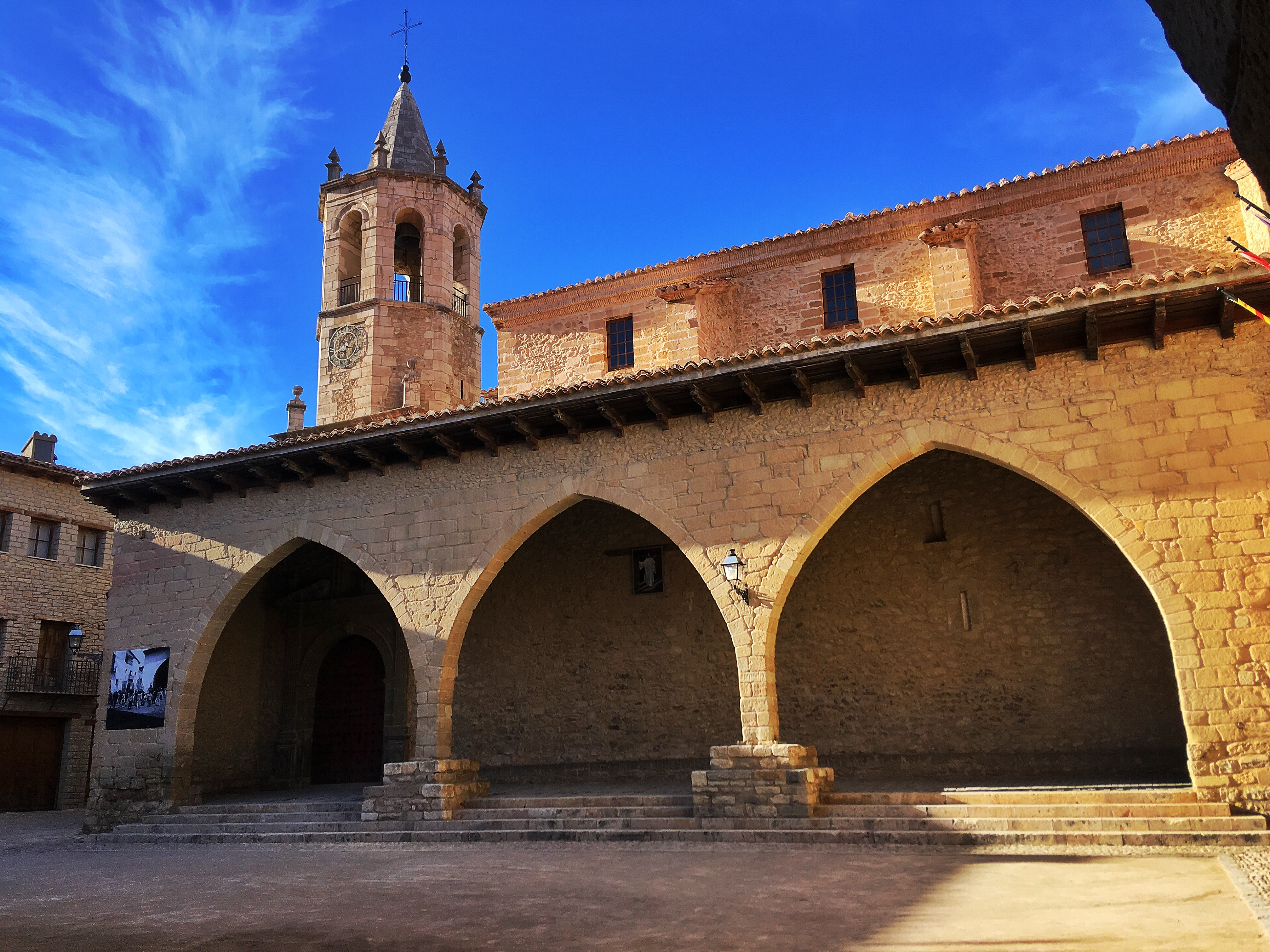
Kirche Mariä Himmelfahrt
- Michaeliskirche
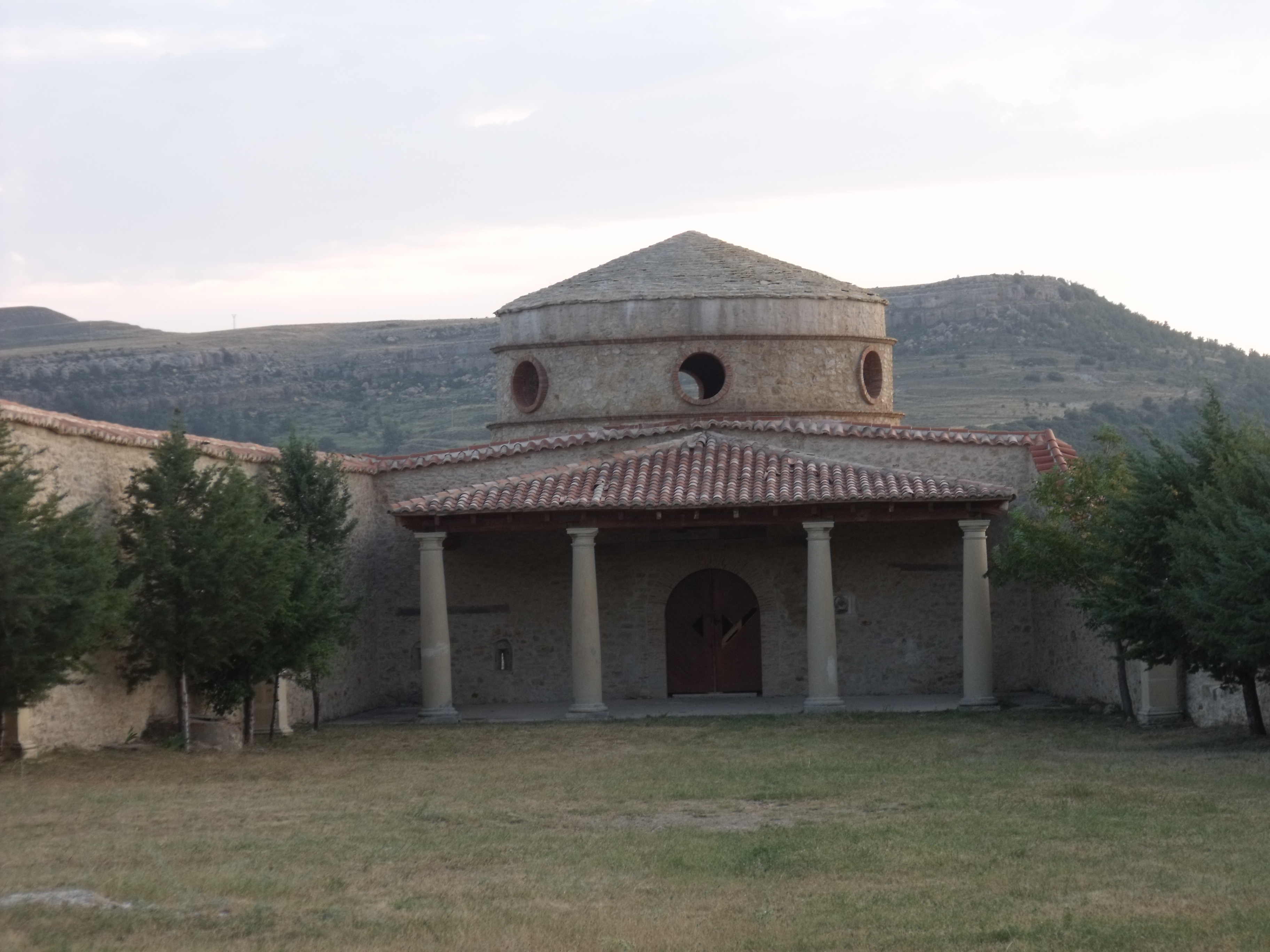
Kalvarienkapelle
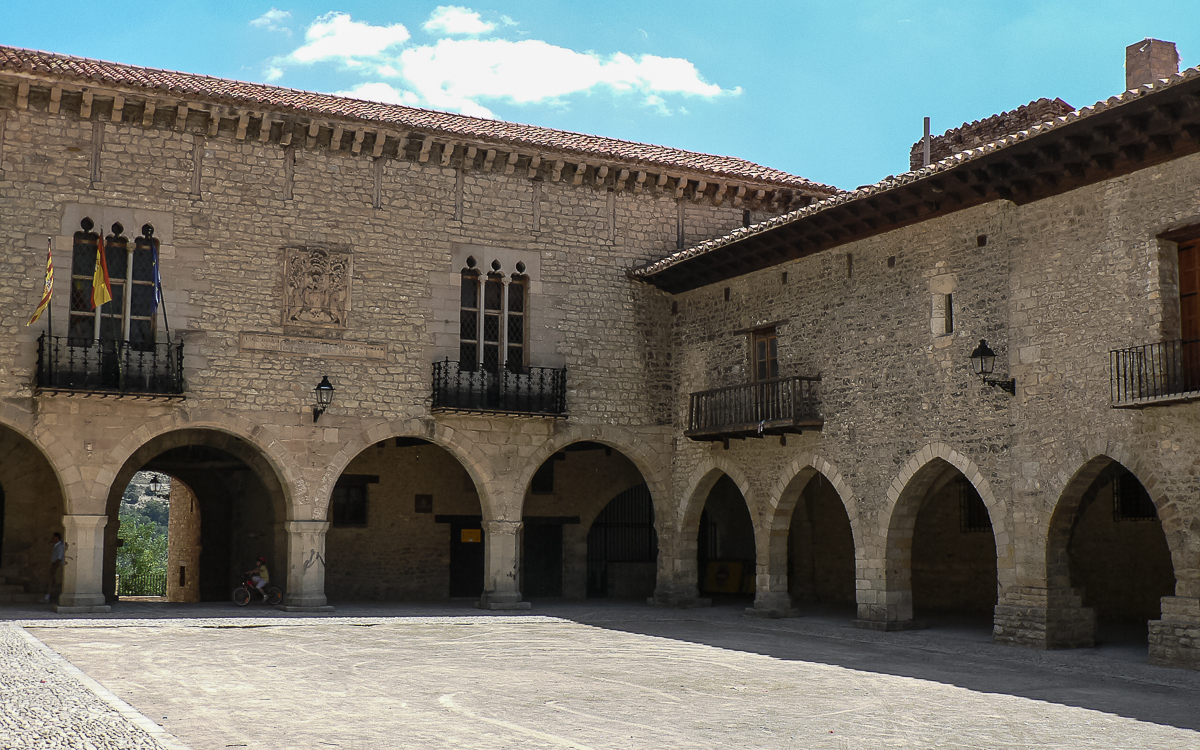
Rathaus

- Reste der Burganlage
- Kirche Mariä Himmelfahrt
- Kalvarienkapelle
- Rathaus

## Persönlichkeiten
- Arturo Daudén Ibáñez (* 1964), Fußballschiedsrichter